# Венский механизм ОБСЕ
Венский механизм (англ. Vienna Mechanism) — метод работы Организации по безопасности и сотрудничеству в Европе (ОБСЕ), направленный на соблюдение прав человека в странах-участницах. Является одним из двух механизмов человеческого измерения (англ. Human Dimension Mechanisms) наряду с более развитым Московским механизмом ОБСЕ.
Включает обмен информацией о соблюдении прав человека, в том числе предоставление такой информации по запросу стран-участниц, двусторонние обсуждения состояния прав человека между странами-участницами, проводимые по инициативе любой из них, а также обсуждения состояния прав человека на мероприятиях ОБСЕ.
Механизм был введён в соответствии с Венским заключительным документом СБСЕ в 1989 году. Успешность работы Венского механизма зависит от того, готова ли сотрудничать страна, к которой направлены запросы о соблюдении прав человека. В связи с этим в 1992 году был введён более развитый Московский механизм ОБСЕ.
Первое применение Венского механизма произошло в 1989 году, когда Венгрия подняла вопрос нарушения прав венгерского меньшинства в Румынии. Венский механизм активно применялся в 1989—1992 годах, затем стал применяться редко. В 1999 году Россия использовала его в отношении стран НАТО в связи с бомбардировками Югославии. В 2018 году 15 стран ОБСЕ запустили Венский механизм в отношении России, задавая вопросы о преследовании ЛГБТ в Чечне.